# Sondernach
Sondernach là một xã ở tỉnh Haut-Rhin trong vùng Grand Est ở đông bắc Pháp. Xã này có diện tích 8,44 km², dân số năm 1999 là 663 người. Khu vực này có độ cao 540 mét trên mực nước biển.